# Chicana

Diagrama de trocador de calor com as chicanas verticais (baffle)

A chicana é uma parte integral do projeto de trocador de calor casco e tubos. É projetada para suportar o feixe de tubos e direcionar o feixe de fluidos para a máxima eficiência na troca térmica.
As chicanas tem diversas funções e características de projeto em trocadores de calor:
- As chicanas tem por finalidade suportar os tubos, evitando os problemas causados pelas vibrações, e garantir o fluxo cruzado do fluido do casco, aumentando a convecção forçada sobre os tubos.
- O corte das chicanas segmentais (aquelas que necessariamente não possuem área total igual à secção transversal interna do casco do trocador) é definida como a razão entre a abertura e o diâmetro interno de um casco. Assim, uma chicana que só apoie os tubos e intersecte o fluxo de fluido até 75 cm, deixando 25 cm abertos para a circulação de um trocador de casco de diâmetro interno de 1 m (100 cm) terá um corte de 25%.
- Este corte convencionalmente se encontra entre 20 e 30%, sendo o corte geralmente utilizado 25 %.
- O passo das chicanas é definido como o espaçamento entre as chicanas longitudinalmente dentro do casco.
- O passo máximo é recomendado como sendo igual ao diâmetro interno do casco. Assim, um casco de diâmetro interno de 100 cm conduzirá a doção de espassamento de 100 cm entre as chicanas, e um comprimento de 4 metros permitirá a colocação de no mínimo 3 chicanas (não há nexo nas chicanas junto às extremidades do trocador de calor, junto a seus espelhos, o que limita o trecho do trocador no qual flui o fluido do casco em contato com os tubos)
- A distância entre as chicanas e os espelhos é definida em função dos detalhes construtivos do trocador.
- O passo mínimo é recomendado como sendo de 1/5 do diâmetro do casco ou 2 polegadas, o que for maior.

Usam-se chicanas também em determinados tipos de reatores químicos como os reatores compartimentados oscilatórios visando a produzir trechos do equipamento onde se processe certa turbulência conveniente aos processos sendo executados.